# Аль-Кассар, Монзер
Монзер Аль-Кассар (род. 1945) — известный международный торговец оружием, родом из Сирии. Известен также как «Принц Марбельи» (Prince of Marbella).

## Биография
Поставлял оружие международным террористическим организациям, таким как ФАРК.
В июне 2007 года Национальная полиция в аэропорту Барахас в Мадриде арестовала его после того, как он сошел с самолета. Ему было предъявлено обвинение в сговоре с целью убить американцев, снабдить террористов, получить зенитные ракеты и отмывание денег.
13 июня 2008 года аль-Кассар был экстрадирован в Соединенные Штаты для судебного разбирательства. Аль-Кассар прибыл в Нью-Йорк в кандалах на следующий день. 20 ноября 2008 года он был осужден в федеральном суде по пяти обвинениям, в том числе отмыванию денег и заговорам о продаже оружия поставщикам для ФАРК и был осужден федеральным судом США к 30 годам тюремного заключения.